# 立羽
立羽（たては）は、フリーの日本のイラストレーター、原画家。代表作は『俺の彼女のウラオモテ』や『恋剣乙女』。
華やかな作風が特徴的で、獣耳やおっぱいにこだわった作品を描く。
『D.C.II Spring Celebration 〜ダ・カーポII〜 スプリング セレブレイション』でみつまむの体調不良のため、急遽代役に抜擢された。以降CIRCUSのグラフィックスタッフとして、同ブランドの作品を手がけるようになる。

## 作品

### 原画
CIRCUS
- 2007年4月27日 - D.C.II Spring Celebration 〜ダ・カーポII〜 スプリング セレブレイション（療養中のみつまむの代打で「雪村杏」を担当）
- 2008年5月29日 - D.C.II P.S. 〜ダ・カーポII〜 プラスシチュエーション
- 2008年7月25日 - C.D.C.D.2 〜シーディーシーディー2〜（ホームメイド）
- 2008年8月29日 - ホームメイド スイーツ
- 2008年12月26日 - D.C.II P.C. 〜ダ・カーポII〜 プラスコミュニケーション
- 2009年3月27日 - Princess Party 〜プリンセスパーティー〜
- 2009年6月26日 - D.C.II To You 〜ダ・カーポII〜 トゥーユー
- 2009年9月18日 - Princess Party Camellia 〜プリンセスパーティーカメリア〜
- 2009年12月18日 - D.C.II Fall in Love 〜ダ・カーポII〜 フォーリンラブ
- 2010年6月25日 - あるぴじ学園
- 2012年4月27日 - D.C.III 〜ダ・カーポIII〜

La'cryma
- 2009年10月2日 - 空を飛ぶ、7つ目の魔法。
- 2010年9月30日 - fortissimo//Akkord:Bsusvier

その他ブランド
- 2010年8月27日 - けい☆てん（k-ten）
- 2012年4月27日 - 俺の彼女のウラオモテ（Aries）
- 2012年12月21日 - 恋剣乙女（eufonie）
- 2014年4月25日 - 恋剣乙女～再燃(リヴァイブ)～（eufonie）
- 2016年12月22日 - BALDR HEART EXE（戯画）

### 彩色
- 2007年11月22日 - エターナルファンタジー（彩色統括）
- 2009年5月29日 - ヴァルキリーコンプレックス（彩色統括）

### 挿絵
- トラジマ!（電撃文庫/著者：阿智太郎）
- 天下統一！　メイド選手権（美少女文庫/著者：森林　彬）
- メイド三姉妹　忠誠のケルベロス（美少女文庫/著者：上原りょう）
- アスガルド武皇戦記シリーズ（富士見ファンタジア/著者：鏡 遊）

### その他
- 電撃萌王 イラストコラム「もふもふしたい日々」
- 画集 『立羽画集 Marvelous Grace』（KADOKAWA）